# Malanje
Malanje (por vezes erroneamente grafada como Malange) é uma cidade e município de Angola, capital da província de Malanje.
Segundo as projeções populacionais de 2018, elaboradas pelo Instituto Nacional de Estatística, conta com uma população de 569 474 habitantes e área territorial de 2 422 km², sendo o município mais populoso da província.

## Etimologia
A palavra "Malanje", teria vindo da língua quimbunda antiga, e teria como significado o termo "as pedras" (ma-lanji), existindo, porém, várias versões sobre a origem do nome Malanje.
A versão mais conhecida afirma que antes da colonização portuguesa o rio Malanje (ou rio Cadianga) foi atravessado por mercadores e, como na época não existiam pontes, as pessoas tinham que passar pelos rios em cima de pedras. Após atravessar o rio, os mercadores avistaram os moradores locais, os perguntando qual era o nome do rio, a que os moradores responderam "Ma-lanji Ngana" (são pedras, Senhor).

## Geografia
O município é limitado a norte pelo município de Cuaba Nzogo, a leste pelo de Mucari, a sul pelos municípios de Cangandala e Mussende, e a oeste pelos de Cacuso e Calandula.
O município é constituído pela comuna de Malanje, que equivale à própria cidade de Malanje, além das comunas de Nugola-Luije e Cambaxe.

## História
O território municipal de Malanje era no passado parte do reino da Matamba, um Estado poderoso que confrontou o Império Português até o início do século XIX, quando finamente caiu.

### De entreposto comercial à sede distrital
Os primeiros mercadores portugueses chegaram ao rio Malanje no século XVII, na travessia das pedras, encontrando ali um lugar rudimentar em que os habitantes do entorno utilizavam para trocas e escambo. Os portugueses chamaram o local de "Ma-lanji".
O chefe tribal da já bem estabelecida Passagem-Feira (ou Dembo) de Ma-lanji, ao ver os resultados da guerra (1850-1862) entre o reino de Cassange o reino de Portugal, se antecipa a alguma intervenção portuguesa e oferece estatuto de "moradores" aos comerciantes lusitanos, em 1852. As autoridades coloniais a transformam no povoado de Malanje e erguem a paróquia de Nossa Senhora de Assunção.
No ano de 1857 foi fundado em Ma-lanji um presídio e em 1862, após o fim da terceira guerra do Cassange, foi construído o Forte de Malanje.
Em 1867/68 as autoridades colonias elevam a localidade-feira ao estatuto de vila, recebendo a sede do conselho, com a grafia do nome passando a ser Malanje.
Em 13 de julho de 1895 é criado o "distrito de Lunda", para administração portuguesa junto ao Protetorado Lunda-Chócue. A capital foi assentada em Saurimo e preterida em 1896 para Malanje, permanecendo até o ano de 1921, quando volta novamente para Saurimo.

### Da década de 1900 às guerras
Na década de 1900 a região passa por um enorme processo de integração com o restante da colônia, quando a linha do Caminho de Ferro de Luanda, que liga Malanje a Luanda é concluída.
Até o início da década de 1920 a a região de Malanje estava conectada administrativamente com o distrito de Lunda (atual Lunda Sul) quando, em 1921, o governador colonial José Norton de Matos devolve a capital distrital de Lunda para a cidade de Saurimo, e; no ato seguinte cria o distrito de Malanje, fixando sede nesta cidade.
No final da década de 1960 e início da década de 1970 o MPLA utilizou Malanje como ponta de lança para atacar as forças portuguesas no centro-norte da nação, no que ficou conhecido como Rota Agostinho Neto da Frente Leste. A lutar em simultâneo contra tropas portuguesas, contra a UNITA e confrontado com divergências internas, o MPLA abandonou a estratégia. A partir de 1976, após intensas batalhas, a cidade ficou sob completa administração do governo angolano sob a égide do MPLA.

## Infraestrutura

### Transportes
A cidade é ligada por via rodoviária pela EN-140, que a liga ao norte à cidade de Calandula, e ao sul à Cangandala. Outra rodovia importante é a EN-230 que a liga ao Nadalatando, à oeste, e ao Mucari, ao leste.
Malanje é o ponto final do Caminho de Ferro de Luanda, um dos mais importantes meios de transporte e escoamento da região. Sua ligação final se dá com o Porto de Luanda.
A cidade é servida pelo Aeroporto de Malanje.

### Educação
A cidade de Malanje sedia a importante Universidade Rainha Njinga a Mbandi, além de diversas outras instituições de ensino.

## Cultura e lazer
Um dos principais pontos de atração da qual dispõe Malanje é o Parque Nacional da Cangandala, sendo uma reserva de proteção de diversas espécies, além de ser muito apreciado pelo eco-turismo.
A Arquidiocese de Malanje promove duas tradições culturais-religiosas muito populares na cidade, sendo a maior a Procissão de Solenidade do Corpo e Sangue de Cristo, que sai da paróquia de Nossa Senhora de Fátima da Maxinde e culminando na igreja da Sé Catedral de Malanje, e; a Peregrinação ao Santuário Pungo-Andongo, sendo uma procissão de velas, acompanhada da transportação da imagem da Nossa Senhora do Rosário, a partir do local onde se encontram as peugadas da Rainha Ana de Sousa até ao Santuário de Pungo-Andongo.
Algumas das principais equipas de futebol de Malanje são o Ritondo Sport Clube de Malanje, o Malanje Sport Clube e o Macotas de Malanje, que já disputaram o Girabola. O futebol é a prática desportiva mais popular entre os malanjenses.